# Turó de l'Home
Pour les articles homonymes, voir Turó et Home.
Le Turó de l'Home est une montagne culminant de 1 706 à 1 708 m située en Espagne, dans la communauté autonome de Catalogne. C'est la plus haute montagne du massif du Montseny. Le sommet et les montagnes voisines forment la ligne de partage des eaux entre le fleuve Santa Fe et la Tordera. La montagne est célèbre pour son observatoire météorologique, ouvert en 1932.

## Observatoire météorologique
Conçu par Artur Osona, membre de l'Association catalane des excursions scientifiques (ACEC), l'observatoire-refuge du Turó de l'Home a été construit en 1881.
L'observatoire a été construit dans l'intention de devenir un centre international de la recherche, où les météorologues du monde entier pourraient développer leurs études atmosphériques ou climatiques.
La maison en bois a été conçue par l'architecte Damià Ribas et construite par la société Ribas i Pradell dans ses ateliers de la rue Sicilia de Barcelone. L'observatoire météorologique du Turó de l'Home a été ouvert en 1932.
Durant la guerre civile, le service météorologique de Catalogne a fermé. L'observatoire est alors placé sous la tutelle du service météorologique national, qui a repris ses observations météorologiques en décembre 1940. Deux travaux d'agrandissement ultérieurs ont remplacé la maison en bois à double paroi initiale par un enduit de liège puis par une nouvelle construction plus moderne avec un toit en fibrociment.

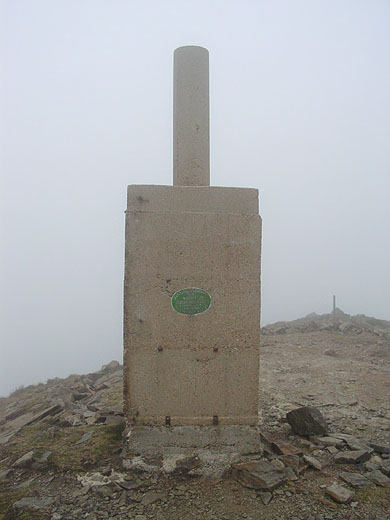
Poste de triangulation au sommet du Turó de l'Home.
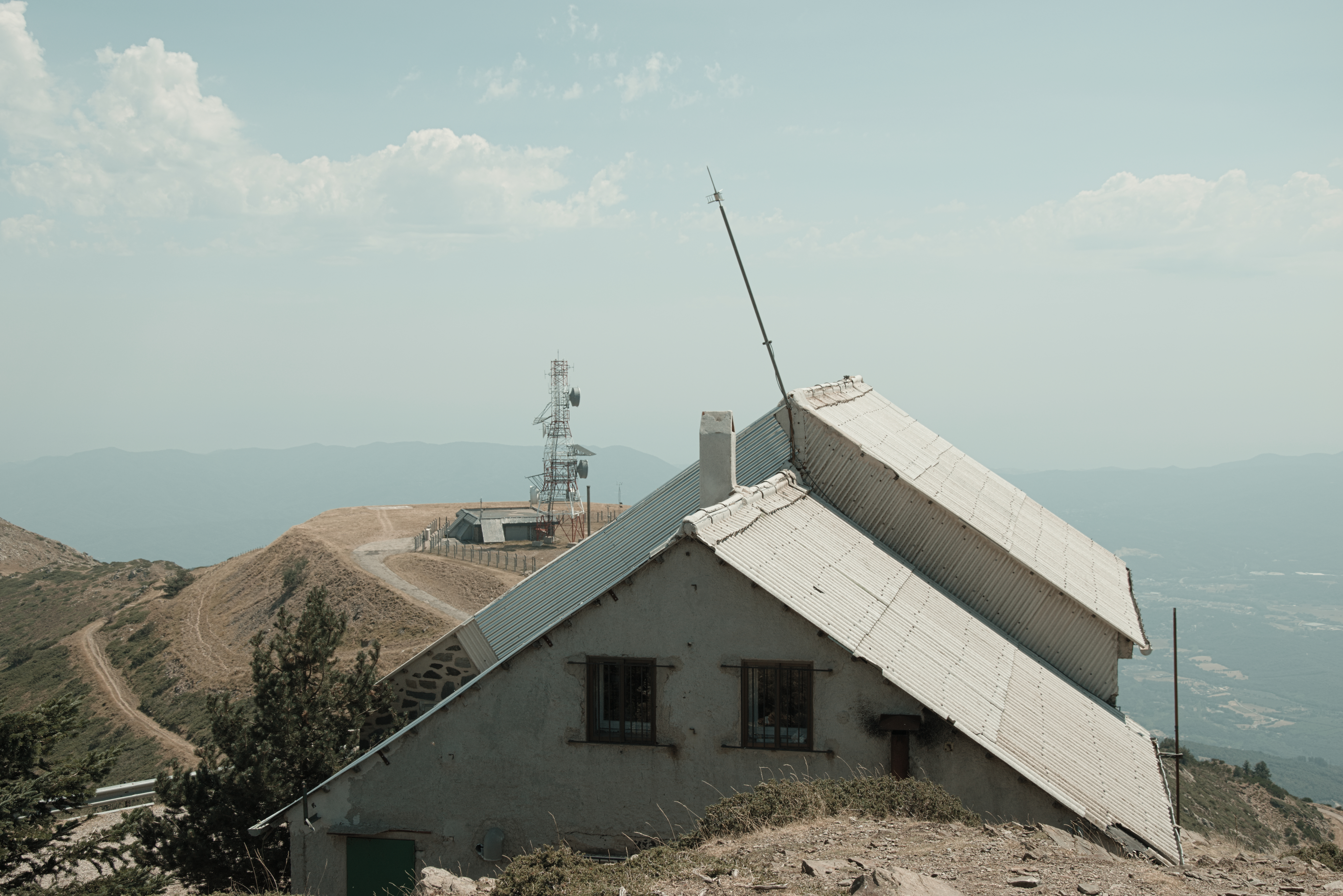
Observatoire météorologique au sommet du Turó de l'Home.
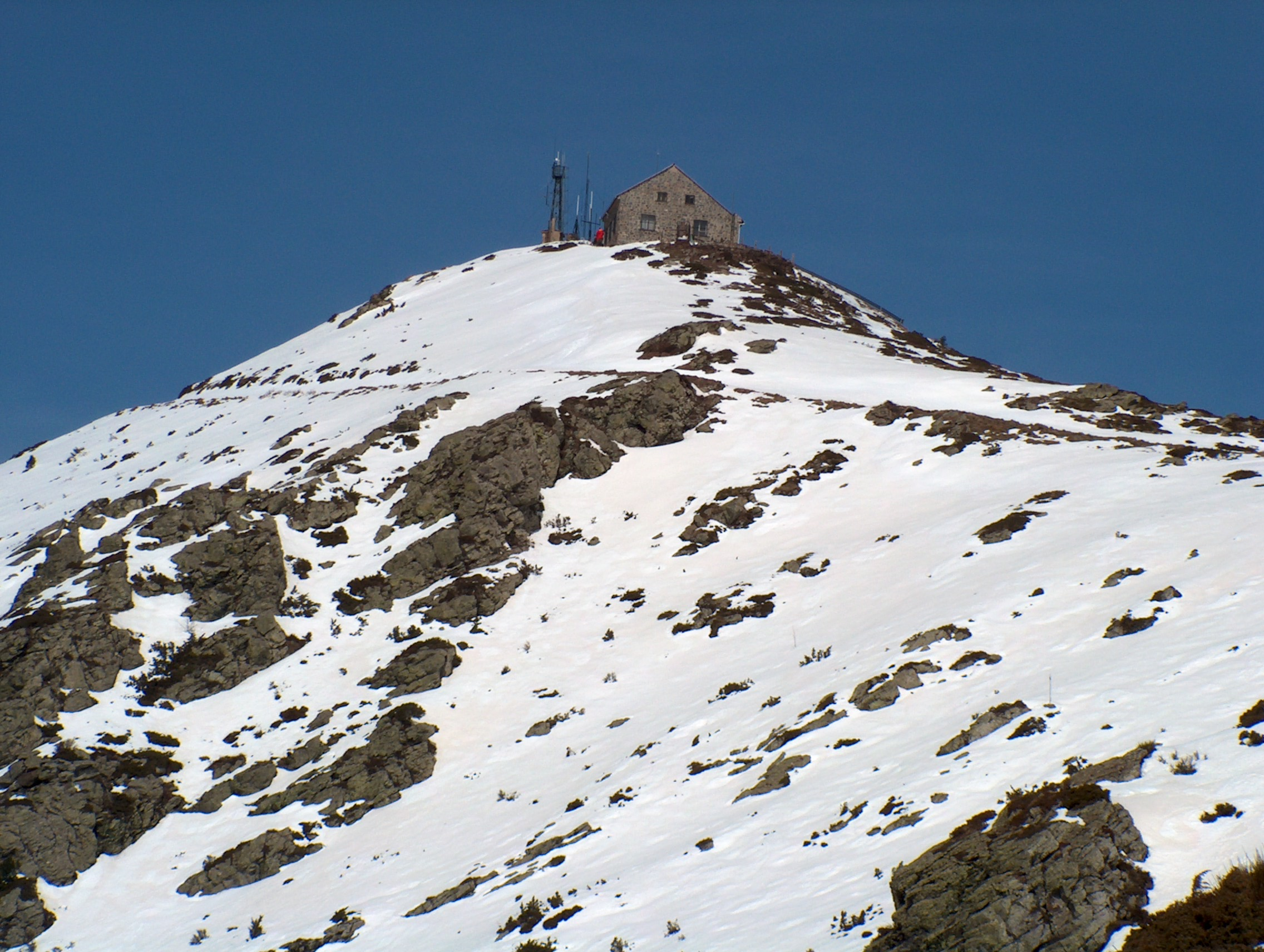
Observatoire.

### Base militaire au sommet du puig Sesolles
L'installation d'une base militaire en 1974 sur le sommet voisin, le puig Sesolles, a ouvert une route menant au sommet du puig Sesolles, ce qui a également facilité l'accès à l'observatoire. Le centre tactique de transmissions de l'Armée de terre a hébergé une provision de plus de 50 soldats jusqu'en 2001 et a définitivement modifié le profil du puig Sesolles avec l'aplatissement du sommet, un replat de plus de 3 000 m2 et la construction de l'héliport, de la caserne, des bâtiments annexes (bar et bibliothèque) et de la grande tour de communication. En 1998, le ministère de la Défense, après un long processus de réflexion sur le fonctionnement de cette station militaire stratégique, a décidé de renoncer à la présence permanente du contingent militaire et des bâtiments militaires furent démontés. Par la suite, un accord de collaboration fut signé entre le ministère de la Défense et le conseil provincial de Barcelone, aux termes duquel l'utilisation fut accordée à la généralité de Barcelone afin que l'institution de gestion du parc entreprenne un programme de restauration et d'amélioration de ce secteur. En 2001, la démolition de la caserne et de la plupart des installations du complexe militaire a commencé. Par la suite (entre 2006 et 2008), des travaux de restauration ont commencé.
De nos jours, seule l’antenne de communication est en service.

### Achèvement des observations manuelles à l'observatoire du Turó de l'Home
La fin de la base militaire a coïncidé avec le déclin de l’observatoire : la base militaire a fermé en 2001, tronquant les observations systématiques de la série thermométrique en 2003.
Depuis lors, l'observatoire s'est progressivement détérioré jusqu'à atteindre l'état semi-abandonné dans lequel il se trouve actuellement.

### Plaque de reconnaissance au Dr. Fontserè
En 1970, à l'occasion du décès du docteur Fontserè, le centre excursionniste de Catalogne souhaitait installer une plaque commémorative à sa mémoire à l'observatoire du Turó de l'Home. Le fait que ce soit écrit en catalan était un obstacle à sa mise en place, ce qui n'a été possible que quinze ans plus tard, en novembre 1995. Depuis lors, les randonneurs qui arrivent au sommet peuvent lire la critique de la construction de l'observatoire.

### Actions de l'actuel service météorologique de Catalogne
Ce n'est que le 23 juillet 2009 que l'accord sur la cession de la propriété à la généralité de Catalogne de l'observatoire météorologique du Turó de l'Home a été certifié. Depuis lors, des difficultés administratives et politiques ont rendu cet accord impossible.
Pour éviter la troncature finale de la série météorologique, le service météorologique de Catalogne a installé une station météorologique automatique en 2010. Elle ne pouvait pas être placée dans le même observatoire, comme cela aurait été préférable, pour l'impossibilité de garantir la sécurité des automatismes. C'est pourquoi le sommet voisin a été choisi, le puig Sesolles, déjà équipé d'une clôture de protection pour la protection depuis la partie centrale du sommet. La station météorologique automatique de puig Sesolles fait partie du réseau de stations automatiques du service météorologique de Catalogne et ses registres peuvent être consultés sur le site Web du service météorologique de Catalogne.
En ce qui concerne la documentation de l'observatoire, le service météorologique de Catalogne dispose des enregistrements numérisés de deux périodes historiques différentes : la période 1932-1938 et la période 1940-2001. La cartothèque de Catalogne conserve physiquement la documentation jusqu'en 1938, qui a récemment été utilisée par l'artiste Perejaume dans son exposition Maniabra de Perejaume,.
L'observatoire du Turó de l'Home est l'un des monuments les plus appréciés du service météorologique de Catalogne, devenu au fil du temps un symbole de la météorologie et de la randonnée catalanes.

## Climat
Selon la classification climatique de Köppen, le climat du Turó de l'Home est un climat océanique frais de type Cfb, proche du climat froid Dfb,, avec des températures moyennes ne dépassant pas 20 °C mais supérieures à 10 °C pendant quatre mois ou plus par an. Son altitude de 1 705 m influence également les conditions climatologiques locales.
La température moyenne annuelle du Turó de l'Home est de 6,9 °C. Le mois le plus froid est janvier, avec une température moyenne de 1,0 °C, et le plus chaud en juillet, avec une température moyenne de 15,4 °C. Les minima sont inférieurs à 0 °C pendant quatre mois et supérieurs à 10 °C pendant deux mois. En été, les moyennes oscillent entre 10 et 15 °C, et en hiver entre 0 et 5 °C. La température minimale absolue est survenue le 2 février 1956, date à laquelle elles ont été enregistrées −19,8 °C. La température maximale absolue a été atteinte le 15 août 1987, date à laquelle 31,8 °C ont été enregistrés.
Les précipitations sont très abondantes, avec une moyenne annuelle de 1 063 mm. Le mois le plus pluvieux est décembre avec 113 mm et le plus sec en juillet avec 44 mm. Une partie de cette précipitation tombe sous forme de pluie et l'autre sous forme de neige. Il y a 132 précipitations annuelles : le mois avec le moins de jours de pluie est février avec 1 jour, et le mois avec le plus de pluie est le mois de mai avec 12 jours. Il y a aussi 51 jours de précipitations annuelles sous forme de neige : le mois avec le moins de jours de neige est juillet et les mois avec davantage de jours de neige sont février et mars avec 9 jours. En hiver, la plupart des précipitations sont sous forme de neige et en été presque toutes sous forme de pluie.
L'humidité relative moyenne annuelle du Turó de l'Home est de 77 %. Le mois avec le moins d'humidité relative est le mois de janvier avec 71 % et le mois avec le plus haut taux d'humidité est le mois de mai avec 82 % Chaque mois, leur taux d'humidité relative est relativement élevé, car toutes les moyennes mensuelles dépassent 70 % d'humidité relative.
Au Turó de l'Home, l'ensoleillement moyen est de 2 098 heures. Le mois le plus sombre est février avec 138 heures et le mois le plus éclairé est juin avec 353 heures. Chaque mois, le nombre moyen d'heures d'ensoleillement dépassant 100, ce qui est relativement élevé.
| Mois                                | jan.  | fév.  | mars  | avril | mai  | juin | jui. | août | sep. | oct. | nov.  | déc. | année |
| ----------------------------------- | ----- | ----- | ----- | ----- | ---- | ---- | ---- | ---- | ---- | ---- | ----- | ---- | ----- |
| Température minimale moyenne (°C)   | −16,2 | −19,8 | −12,8 | −9,2  | −5,5 | −0,5 | 3,4  | −0,4 | −0,6 | −5   | −11,1 | −15  | −19,8 |
| Température moyenne (°C)            | 1     | 0,8   | 2,2   | 3,4   | 7,4  | 11,5 | 15,4 | 15,3 | 12   | 7,5  | 4,3   | 2,2  | 6,9   |
| Température maximale moyenne (°C)   | 15    | 15,5  | 18,2  | 18,8  | 22,6 | 27,6 | 31,5 | 31,8 | 27,8 | 21,1 | 19,4  | 17,8 | 31,8  |
| Ensoleillement (h)                  | 165   | 138   | 151   | 149   | 161  | 199  | 353  | 215  | 173  | 161  | 160   | 152  | 2 098 |
| Précipitations (mm)                 | 111   | 78    | 82    | 86    | 105  | 79   | 44   | 75   | 92   | 104  | 106   | 113  | 1 063 |
| Nombre de jours avec précipitations | 3     | 1     | 3     | 6     | 12   | 11   | 7    | 10   | 11   | 11   | 7     | 6    | 132   |
| Humidité relative (%)               | 71    | 79    | 80    | 81    | 82   | 79   | 72   | 76   | 81   | 79   | 72    | 72   | 77    |
| Nombre de jours avec neige          | 8     | 9     | 9     | 8     | 2    | 0,4  | 0    | 0,1  | 0,5  | 1    | 4     | 5    | 51    |

## Accident
Le Turó de l'Home a été le lieu de l'accident du Transair Douglas Dakota en 1959.